# Hôpital de La Tour
L’Hôpital de La Tour est un établissement de soins aigus privé et indépendant situé à Meyrin, dans le canton de Genève. Il est le seul établissement privé en Suisse romande disposant d’un service d’urgences ouvert 7 jours sur 7 et 24h sur 24, de soins intensifs et de soins continus, ainsi que de services de médecine interne et de pneumologie pour les soins aigus. 
L'hôpital est accessible par la ligne 18 du tramway de Genève ainsi qu'avec les lignes d'autobus 57, 67, 68 et 71 à la station Meyrin, Hôpital de La Tour.

## Caractéristiques
Intégrant la majorité des spécialités médicales, l'hôpital de La Tour dispose notamment d’une unité de soins intermédiaires de néonatologie et d’un centre de médecine du sport accrédité Swiss Olympic Medical Center. Plus grand établissement de santé sur la Rive droite genevoise, l'hôpital de La Tour occupe un rôle d'hôpital de proximité pour les habitants de cette partie du canton. Sa maternité est l'une des principales dans l'agglomération genevoise.
L’hôpital de La Tour est reconnu dans la planification hospitalière du canton de Genève et accueille également des patients sans assurance complémentaire dans certains cas précis. Les consultations ambulatoires, sont, quant à elles, accessibles à tous les assurés au bénéfice de l'assurance maladie de base (LAMal).
Avec près de 1200 salariés en 2019, l'hôpital de La Tour figure parmi les plus gros employeurs du canton.

## Histoire
Dès les années 1960, les professionnels de la santé à Genève commencent à évoquer l'idée de bâtir un hôpital périphérique pour répondre aux défis lancés par l'expansion rapide de la ville. Trois médecins lancent un projet en portant leur choix sur la commune de Meyrin, qui aboutira à l'ouverture de l'Hôpital de La Tour en 1976. Après de premières années financièrement difficiles, l'Hôpital est repris en 1980 par un groupe américain et pérennisé. Il s'étend par la suite pour reprendre d'autres établissements du canton, dont la Clinique de Carouge en 1998. 
En 2013, après plusieurs changements de propriétaires, l'Hôpital est repris en mains par un groupe d'investisseurs privés. La structure regroupe alors l'Hôpital de La Tour, la Clinique de Carouge et le Centre Médical de Meyrin. L'ensemble est alors officiellement nommé La Tour Medical Group, jusqu'à la revente en 2020 des deux établissements annexes. L'Hôpital se recentre alors sur le développement du campus de Meyrin et se repositionne pour être à nouveau simplement désigné sous l'appellation d'Hôpital de La Tour.
En 2018, l'Hôpital de La Tour inaugure son bâtiment B2, destiné à augmenter la capacité de l'Hôpital et qui accueille entre autres son Centre de médecine du sport, pôle d'expertise reconnu à l'international.
En 2020, pendant la pandémie de COVID-19, l'Hôpital de La Tour est intégré à un dispositif cantonal en collaboration avec les Hôpitaux Universitaires de Genève (HUG) et assure la prise en charge de nombreux cas d'urgences supplémentaires afin de garantir aux HUG la possibilité de se concentrer sur le traitement de la maladie.
Ayant adopté depuis les années 2010 une stratégie orientée autour de la qualité des soins au bénéfice du patient, l'Hôpital de La Tour, autrefois établissement à portée très locale, est maintenant régulièrement classé parmi les meilleurs hôpitaux du pays ou récompensé par des prix internationaux,,.